# Dušan Zinaja

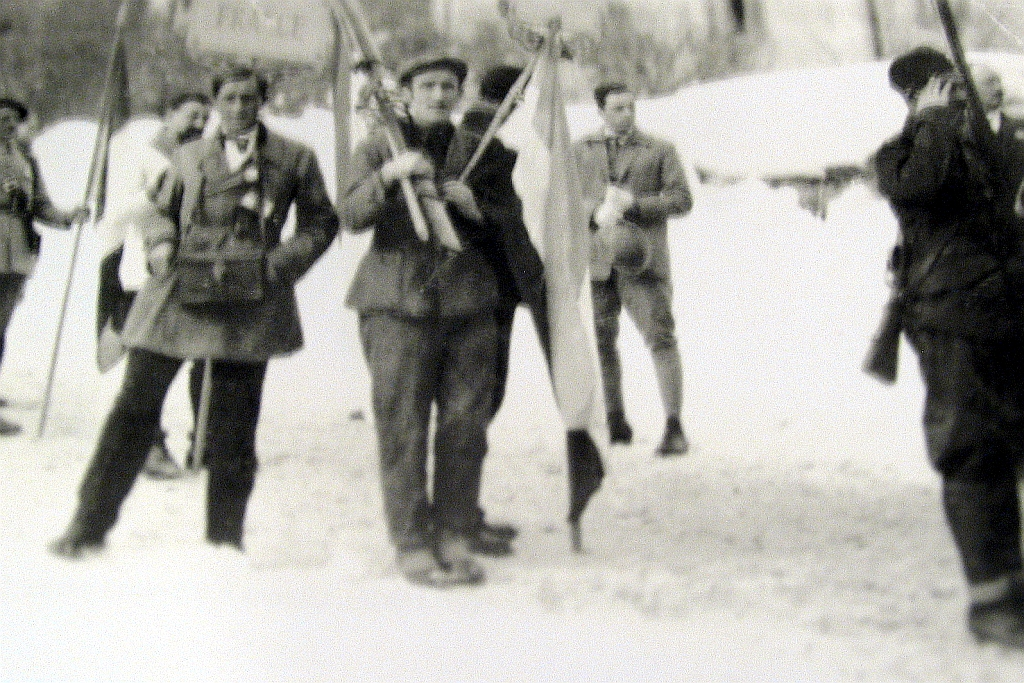
Zinaja under invigningen av vinter-OS 1924 i Chamonix.

Dušan Zinaja, född 23 oktober 1893 i Budapest, död 26 september 1948 i Poklek i Jugoslavien (nuvarande Kroatien), var en jugoslavisk (kroatisk) vinteridrottare som var aktiv inom längdskidåkning under 1920-talet. Han medverkade vid olympiska vinterspelen 1924 i längdskidåkning 18 kilometer, han kom på trettiosjätte plats. Han ställde även upp på 50 kilometer, men bröt det loppet.